# Thierry Ier d'Autun
Thierry Ier d'Autun est un comte d'Autun du VIIIe siècle de la famille des Guilhemides.

## Origine
Aucun document ne mentionne son ascendance, certaines hypothèses avancent qu'il serait le fils de Thierry, lui même fils de Bernarius, fils de Childebert. La présence dans sa descendance des prénoms de Bernard, Thierry et Rolande a conduit en 1965 Eduard Hlawitschka à rapprocher les premiers Guilhemides de la famille de Bertrade de Prüm. En effet, cette dernière fonde l'abbaye de Prüm en 721, et, parmi les signataires de l'acte de la fondation, figurent son fils Caribert et ses proches parents Rolande, Bernhar et Thierry. Les historiens admettent que Rolande et Bernhar sont mariés ensemble et parents de Thierry, lequel est chronologiquement le père de Thierry Ier, comte d'Autun. Reste à évaluer la parenté entre Rolande et Berthe. Pierre Riché les considère comme sœurs, et filles du sénéchal Hugobert et d'Irmina d'Oeren, tandis que Christian Settipani considère que Rolande est fille de Bertrade,.

## Biographie
Thierry est cité comme comte d'Autun à plusieurs reprises en 742 et 750. En 775, un jugement rendu par Charlemagne le nomme parmi les fidèles du roi. En 782, Eginhard le qualifie de parent du roi (Charlemagne). Il meurt après cette date,.

## Mariage et enfants
Il a épousé Alda, très probablement fille de Charles Martel, duc des Francs, qui donne naissance à :
- Theoden (ou Teudoin) († ap.826), comte d'Autun, cité en 804[3] ;
- Thierry, cité en 782[4],[5] et en 804[3] ;
- Alleaume (ou Adalhelm)[3],[4] ;
- Guillaume (ou Guilhem) de Gellone[2],[4], comte de Toulouse et fondateur, en 804, de l'abbaye de Saint-Guilhem-le-Désert. Bien plus tard (vers le XIIe siècle), ce dernier sera renommé Guillaume d’Orange dans un des grands cycles épiques du Moyen Age ;
- Abba et Berta, citées comme religieuse en 804. L'une d'elles a probablement épousé un Nibelungide, Childebrand II ou plus probablement Nibelung II[6].